# كي جي بي جي
كيه جي بي جي (بالإنجليزية: KGpg)‏ هي واجهة رسوميَّة أماميَّة لـجنو برايفسي جارد (GnuPG) مُخصصة لـكدي، تُمكِّن المُستخدمين مِن إنشاء مفاتيح تشفير بسهولة لكتابة الرسائل وتشفيرها وفك تشفيرها وتوقيعها والتحقق منها.

## وصلات خارجيَّة
- "Ubuntu – Details of package kgpg in focal". حُزم أوبونتو. مؤرشف من الأصل في 2023-07-23. اطلع عليه بتاريخ 2023-08-01.